# Brodski Varoš
Brodski Varoš es una localidad de Croacia en el ejido de la ciudad de Slavonski Brod, condado de Brod-Posavina.

## Geografía
Se encuentra a una altitud de 98 m s. n. m. a 189 km de la capital nacional, Zagreb.

## Demografía
En el censo 2011 el total de población de la localidad fue de 2035 habitantes.
| Gráfica de población de Brodski Varoš 1857-2011                     |
|                                                                     |
| Según los censos de población de la oficina estadística de Croacia. |

## Personas célebres
- Đuro Đaković, dirigente comunista asesinado en 1929 por su oposición a la monarquía yugoslava.